# Arno van Zwam
Arno van Zwam (nacido el 16 de septiembre de 1969) es un exfutbolista neerlandés que se desempeñaba como guardameta.

## Trayectoria

### Clubes
| Club            | País         | Año         |
| --------------- | ------------ | ----------- |
| Fortuna Sittard | Países Bajos | 1992 - 2000 |
| Júbilo Iwata    | Japón        | 2000 - 2003 |
| NAC Breda       | Países Bajos | 2003 - 2007 |

## Estadística de carrera

### J. League
| Club         | Año   | J. League | J. League | Copa J. League | Copa J. League | Total | Total |
| Club         | Año   | Part.     | Goles     | Part.          | Goles          | Part. | Goles |
| ------------ | ----- | --------- | --------- | -------------- | -------------- | ----- | ----- |
| Júbilo Iwata | 2000  | 15        | 0         | 4              | 0              | 19    | 0     |
| Júbilo Iwata | 2001  | 26        | 0         | 8              | 0              | 34    | 0     |
| Júbilo Iwata | 2002  | 16        | 0         | 5              | 0              | 21    | 0     |
| Júbilo Iwata | 2003  | 17        | 0         | 5              | 0              | 22    | 0     |
| Total        | Total | 74        | 0         | 22             | 0              | 96    | 0     |